# Diário do Pará
Diário do Pará è un quotidiano brasiliano fondato nel 1982 a Belém, capitale dello stato di Pará. Appartiene al gruppo RBA di proprietà del politico locale Jader Barbalho.

## Storia
Il primo numero uscì il 22 agosto 1982.